# 日本國鐵DD51型柴油機車
DD51型柴油机车（日语：DD51形ディーゼル機関車）是日本國有鐵道的液力傳動柴油機車車型之一，也是日本国铁史上数量最多和运用最广泛的柴油机车，生产目的旨在加快淘汰铁路干线上的大型蒸汽机车。1962年至1978年间，日立製作所、三菱重工業、川崎重工業共生产了649台各种番台的DD51型柴油机车，这种机车的出现极大地促进了日本国铁牵引动力现代化的进程，并且成为了日本具有代表性的铁路机车之一。

## 开发背景
1950年代初，日本国有铁道受到美国和联邦德国（西德）的影响，也开始推动非电气化干线的牵引动力内燃化改革。1952年，日本正式结束了石油制品统制制度，日本国铁随即恢复新型柴油机车的研制工作。1957年，随着铁路运输量伴随日本经济高速增长，日本国铁宣布执行第一个五年计划（1957年—1961年），旨在提高铁路系统运输能力和推进牵引动力现代化。同年，日本国铁在之前试制的DD50型柴電机车的基础上，成功研制了干线用的DF50型柴電机车。翌年，又研制了调车用的DD13型柴液机车。
1958年，为了尽快制定具体的综合牵引动力现代化计划，日本国铁成立了动力现代化调查委员会，目标是探讨各种能源资源（电力、石油、煤炭）的供应情况、确定牵引动力电气化和內燃化的范围，并进一步制定各类铁路车辆的技术型谱。1959年6月，委员会正式发表“动力现代化长期计划”，决定在十五年内实现5000公里主要干线电气化和其余线路内燃化，至1975年底淘汰全部蒸汽机车；内燃化区段的客运任务主要由动力分散式的柴油动车组承担，柴油机车主要用于牵引内燃化区段的货物列车、电气化区段的直通旅客列车、以及调车和小运转任务。
委员会并根据运用需要制定了国铁标准型柴油机车的型谱，包括大型（轮周功率1200马力）、中型（轮周功率800马力）、小型（轮周功率550马力）柴油机车。大型柴油机车计划用来代替以D61型为代表的干线蒸汽机车，中型及小型柴油机车计划分别用来代替以9600型、8620型为代表的调车用旧型蒸汽机车。至于柴油机车传动方式的选择，日本国铁根据对DF50、DD13型柴油机车的比较，认为液力传动机车的单位功率重量较小，因而更适合允许軸重较轻的日本铁路，因此决定以后研制的柴油机车均采用液力传动。
1962年至1963年间，为了填补上述型谱之中的大型和中型柴油机车，日本国铁先后研制了DD51型干线柴油机车和DD20型调车柴油机车，而小型柴油机车则由既有的DD13型柴油机车来担当。DD51型柴油机车是干线客货运通用的液力传动柴油机车，原型车装有两台1000马力的DML61S型柴油机和两台DW2型液力传动装置，最大轮周牵引功率达到1400马力，是当时日本国铁单节功率最大的柴油机车。与DF50型柴油机车相比，DD51型柴油机车在保持同等重量的条件下，功率增大了近一倍但造价却与前者相若。DD51型柴油机车还首次采用了独特的B-2-B轴式配置，使机车可以满足最大轴重14吨的技术要求，并且搭载了为旅客列车供暖用的蒸汽锅炉。

## 形式区分

### 基本番台

#### 第一次原型車（1）

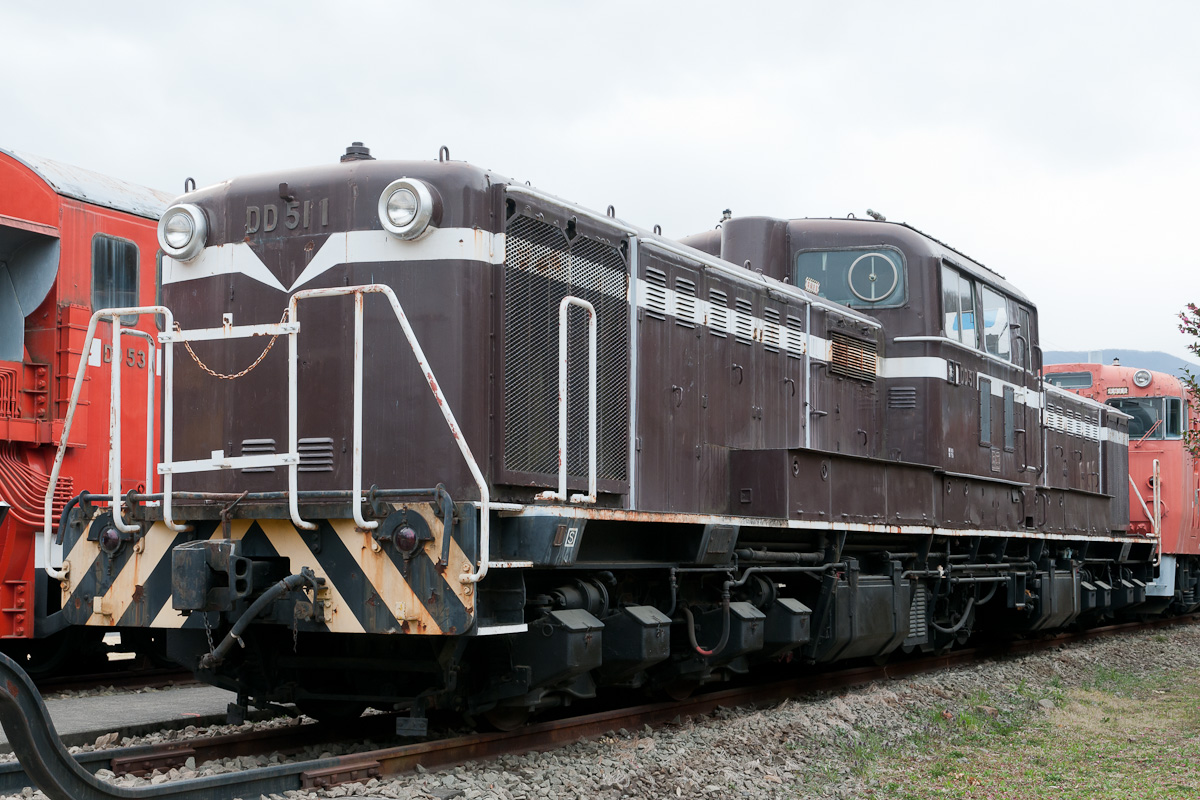
已恢复葡萄色涂装的DD51 1号原型车

- 1962年3月，DD51型柴油机车的首台原型车在日立制作所水户工厂落成，机车装有两台1000马力的DML61S型柴油机和两台DW2型液力传动装置，机车走行部采用DT113B型两端转向架和TR101型中间转向架，中间转向架的旁承装置采用螺旋弹簧且没有轴重调节功能。车体外观细节方面类似于DD13型柴油机车的后期型车辆，车体正面装有两盏圆形外形和突出于车体的密封光束燈（英语：Sealed beam）式前照灯，司机室前后的端窗上方没有窗檐，出厂时采用葡萄色（日语：ぶどう色2号）配白色带的国铁旧标准色涂装[3]。
- DD51 1号机车出厂后配属到秋田機關區（日语：秋田車両センター）进行牵引试验，但发现由于两端的柴油机及液力传动装置的制造厂不同，因而出现两套动力传动系统功率不平衡的问题，对机车牵引性能和粘着性能的发挥造成很大影响，尤其在坡道上的牵引试验结果远低于设计性能指标，使其不得不返回工厂并作进一步改进。同时，DD51型柴油机车在1963年投入批量生产的计划也被迫延迟，改为在1963年再增加试制三台原型车作试验[1]。
- 第二次原型車出厂后，DD51 1号机车亦同样转配属盛冈机关区，后来还对柴油机及液力传动装置进行了改造。这台机车一直主要在东北地方运用，直到后期再转配属秋田机关区，至1980年以后被封存在秋田机关区内，并于1986年正式除籍报废[5]。

#### 第二次原型車（2～4）
- 根据DD51 1号原型车的试验结果和运转经验，于1963年完成试制经过改良的第二次原型车，其中DD51 2号机车由日立制作所制造，DD51 3号机车由川崎车辆制造，DD51 4号机车由新三菱重工业制造。从这批机车开始采用全新的国铁柴油机车标准色涂装，车身上半和下半部分别为灰色（鼠色1号（日语：ねずみ色1号））和金红色（朱红色4号（日语：朱色4号）），两种颜色之间配有一道围绕车身的白色带。
- 为了改善机车在坡道上的牵引性能和粘着性能，对柴油机及液力传动装置的工作特性进行了调整，使前后转向架都能同步发挥相等的牵引力；另外还将柴油机调速器的挡位数量从7个增加到14个，从而减少调速过程中的牵引力冲击。当时还曾经一度考虑将B-2-B轴式改成全动轴的B-B-B轴式，但这样一来造价必然提高而且传动系统十分复杂，因此最终决定采用可变轴重的中间转向架，通过在中间转向架的旁承弹簧加装垫片，使动轮轴重可以根据需要而设定为14吨或15吨。此外，将两端转向架的砂箱及撒砂裝置数量增加一倍，以提高机车爬坡时抑制动轮空转的能力[6]。
- 这批机车改为装用DW2A型液力传动装置，改良了其齿轮配置和高速运转效率，并改用铸铁箱体以减轻传动装置的重量。除了吊挂于车体底架下的四个750升燃油箱外，另外在车体两侧走廊踏板上加装两个700升燃油箱，使燃油储备量从3000升增加到4400升。车体外观方面，前照灯改为安装在凹进车体正面的方形外框内，司机室顶盖的前后两端往水平方向上延伸而形成窗檐。除此之外，冷却系统、控制电路、设备布置等方面亦有所变更[6]。
- DD51 2～4号机车出厂后配属盛冈机关区。事实证明对第二次原型車的改进是相当成功的，于1963年4月在东北本线盛冈附近进行的牵引试验中，DD51型柴油机车成功在10‰坡道上牵引1260吨列车起动，甚至在湿滑轨道上撤沙时仍然能保持超过35%的粘着系数，其粘着性能可与同时期的交流电力机车匹敌[6]。运用末期，DD51 4号机车转配属岡山機關區（日语：岡山機関区），并于1984年除籍报废；而DD51 2、3号机车转配属秋田机关区，并于1985年除籍报废[5]。

#### 先行量產車（5～19）
- 1964年，日立制作所、川崎车辆、新三菱重工业开始批量生产DD51型柴油机车，并于同年完成了首批15台先行量產車的生产任务。这批机车基本上与第二次原型車相同，主要差异在于改用TR101A型中间转向架，其旁承装置以空气弹簧代替了螺旋弹簧组，利用改变空气弹簧的气压而使轴重变化。此外，燃油储备量进一步增加至4500升，以适应长距离运转的使用需要。

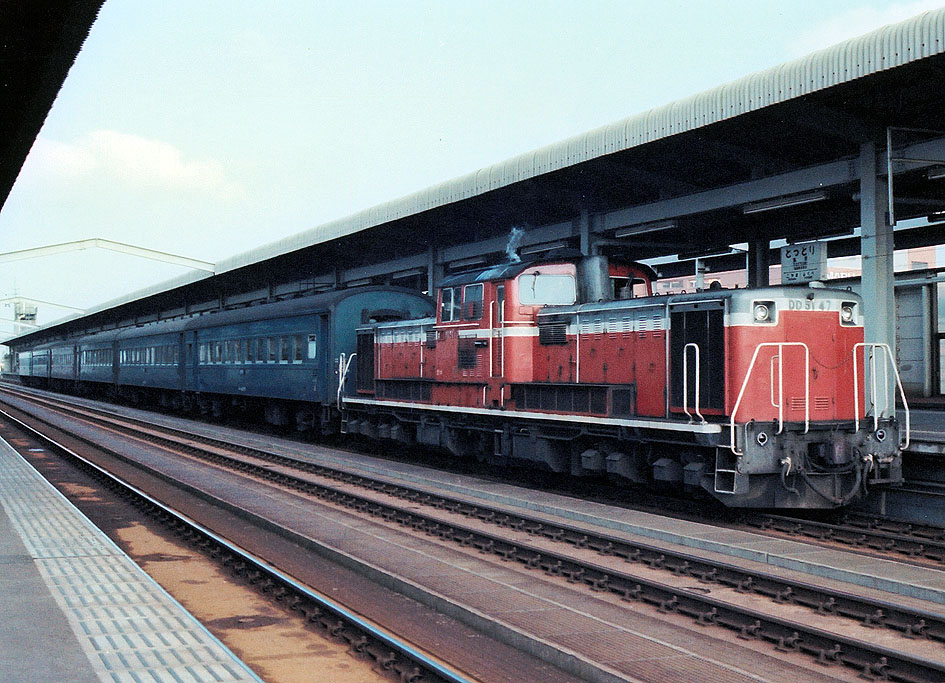
DD51 47号机车牵引山阴本线的普通旅客列车（1982年）

- 这批机车出厂后首先配属到盛冈机关区和鳥栖機關區（日语：鳥栖機関区），担当东北本线、鹿儿岛本线、长崎本线的旅客列车牵引任务[5]。到了运用末期，这批机车集中配属于吹田第一機關區（日语：吹田機関区）和東新潟機關區（日语：東新潟機関区）。东新潟机关区的所属车辆主要运用于磐越西線，随着其他地区更多剩余的DD51型柴油机车转入，这些老旧的早期量产车于1984年停运、1986年报废。吹田第一机关区的所属车辆主要担当大阪近郊货物列车、福知山線普通旅客列车的牵引任务，至1984年2月停运、1985年报废。

#### 初期量產車（20～53）
- 1965年至1966年间，日立制作所、川崎车辆、新三菱重工业又生产了34台DD51型柴油机车，从这批初期量产车开始改为装用1100马力的DML61Z型柴油机，部分用来牵引卧铺特急列车的机车还进行了双管供风的改造，加装了总风管以满足20系客车（日语：国鉄12系客車）的空气弹簧用风需要。
- 这批初期量产车落成后被配属到盛冈机关区、长野机关区、门司机关区、鳥栖机关区[5]，其中盛冈机关区和长野机关区的所属车辆，随着东北本线和信越本线的电气化而逐步转往其他地区。到了运用末期，这些初期量产车主要配属于旭川机关区、东新潟机关区、吹田第一机关区、米子机关区、门司机关区，并于1985年至1987年间陆续停运报废。

### 500番台

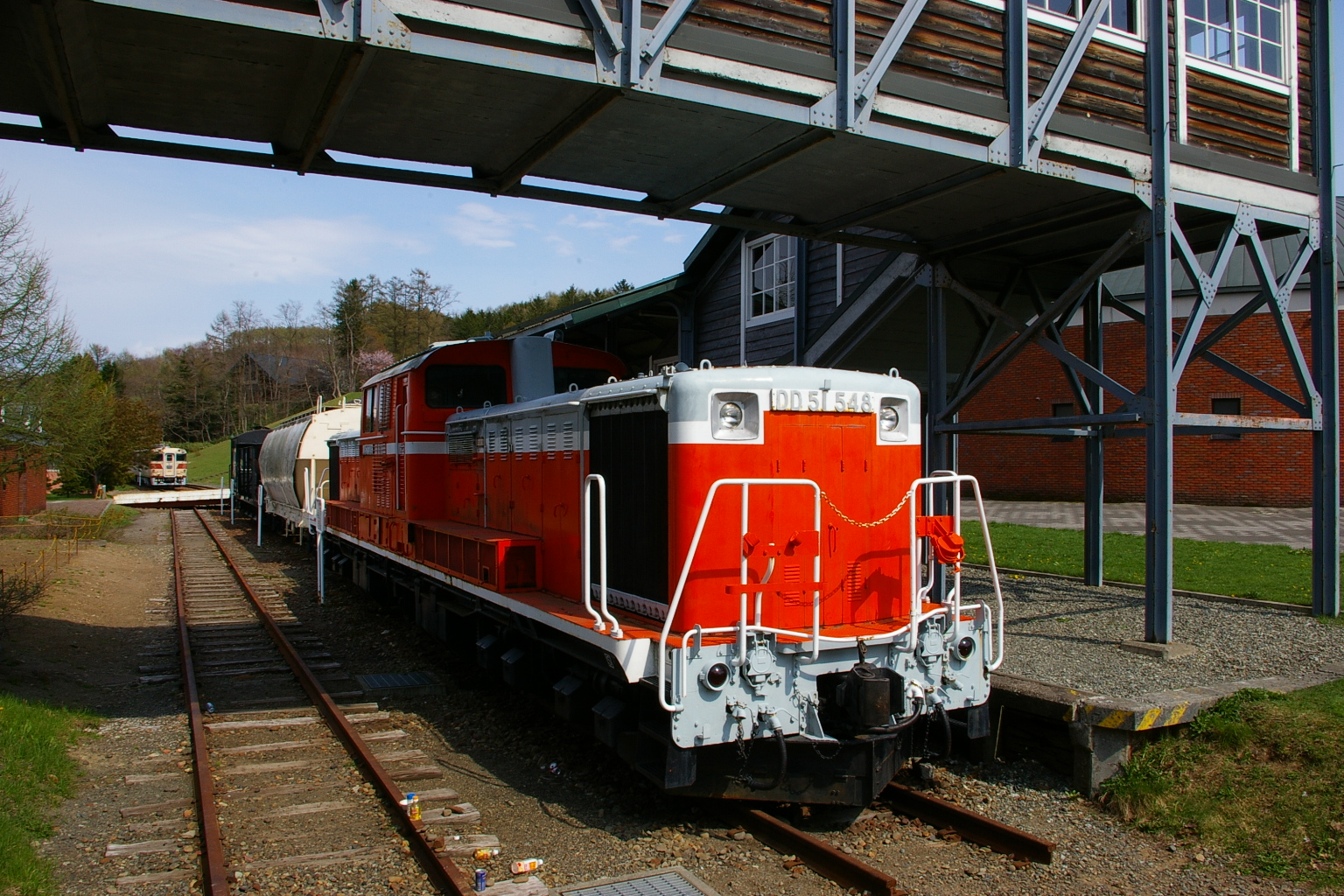
DD51 548号机车（半重联型）

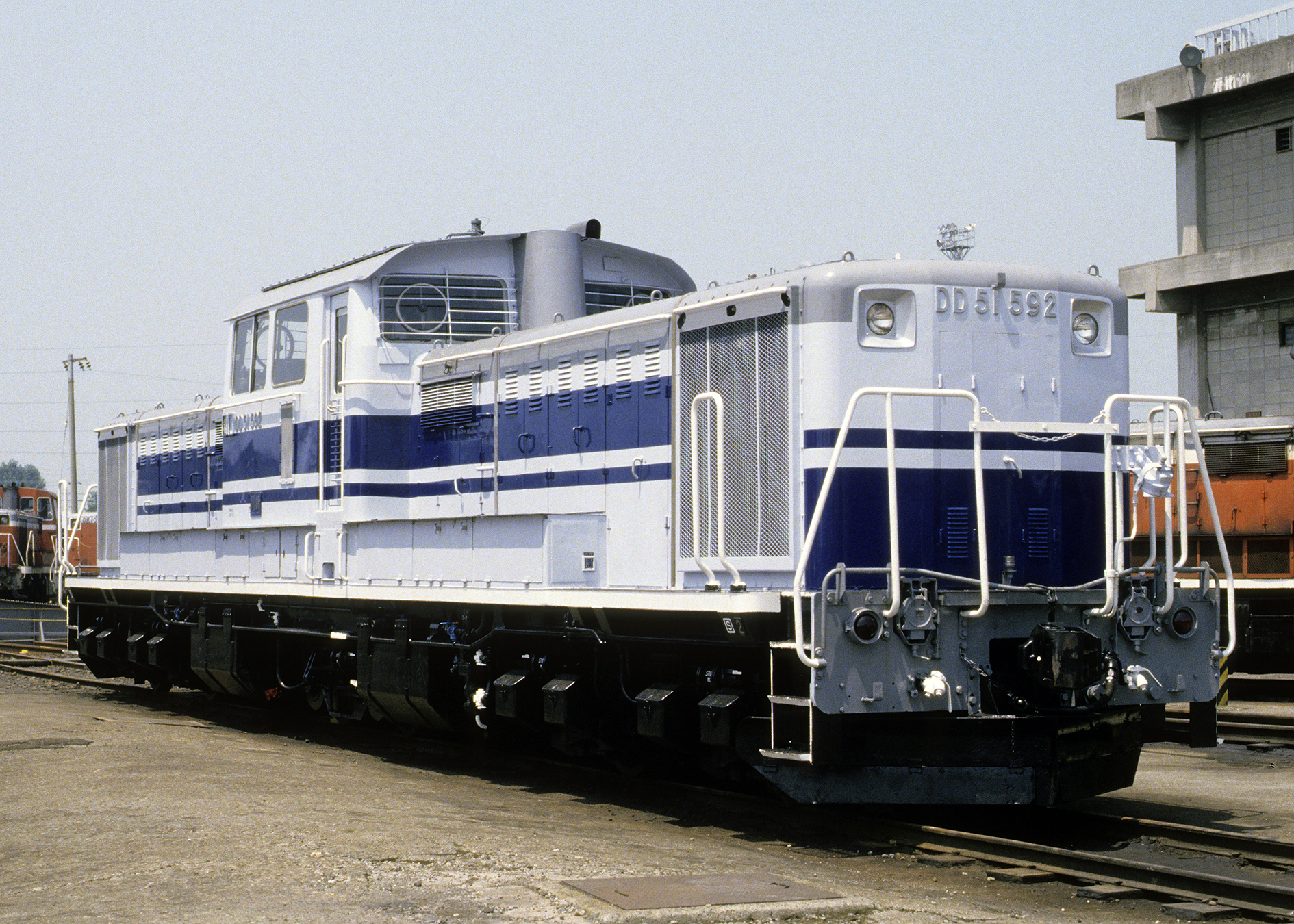
“Euroliner”欢乐列车特别涂装的DD51 592号机车（半重联型）

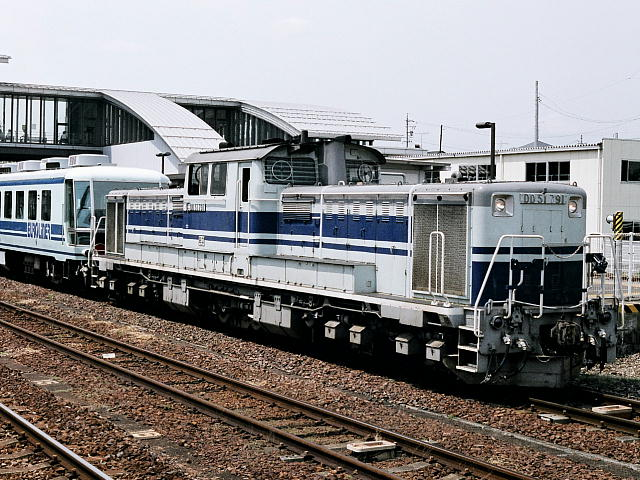
“Euroliner”欢乐列车特别涂装的DD51 791号机车（全重联型）

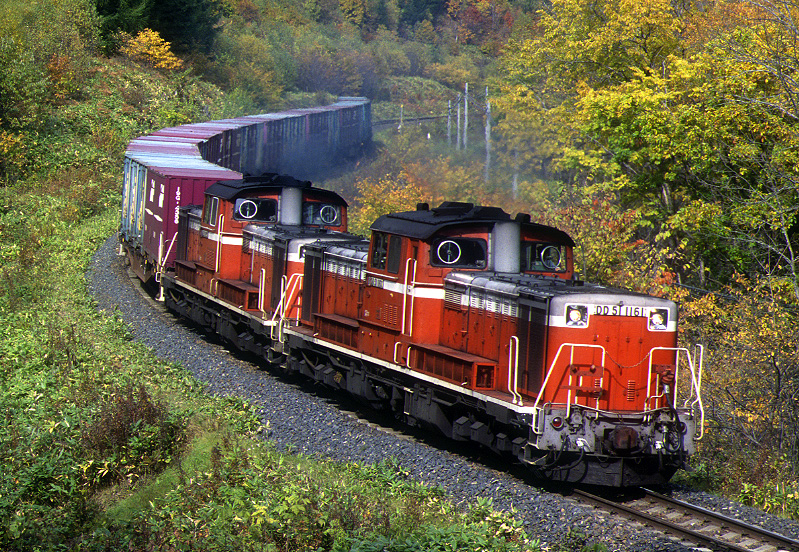
重联运转的DD51型500番台机车（全重联型）

1966年起，为了满足国铁的重载货物列车牵引需要，新造的DD51型柴油机车均装有重联控制装置，称为DD51型500番台机车（即所谓的重联型车辆），以便与无重联功能的基本番台区别。在重联型机车当中又可以根据重联控制装置的差异，分为半重联型和全重联型。

#### 半重联型（501～592）
- 半重联型机车没有用来均衡本务和补机总风缸压力的平均管，因此并非真正意义上的制动系统重联控制。当重联运转时两台机车只连接列车管，两台机车只是自动制动阀（大闸）重联，并不是单独制动阀（小闸）重联。本务机车上的单独制动阀只能控制自己的制动和缓解，而无法同时对补机产生制动和缓解作用，此时补机实际上相当于车辆，列车管的充风或减压均会使补机进行缓解或制动。
- 从1967年生产的DD51 548号机车开始改为采用TR106型中间转向架，增加了基础制动装置以提高制动性能。由于额外制动系统占据了部分空间，燃油储备量从4500升减少至4000升。
- 后期生产的DD51 587～592号机车取消了蒸汽锅炉。与后来制造的800番台机车相比，这批机车只是没有搭载锅炉，但蒸汽供暖的其他配套设备仍然被保留。
- 1966年至1967年间，日立制作所、川崎车辆、三菱重工业共生产了92台半重联型机车。这批机车落成后被配属到盛冈机关区、旭川机关区、钏路机关区、美濃大田機關區（日语：美濃太田車両区）、鳥机关区、长野机关区[5]。配属美浓大田机关区的DD51 592号机车较为特别，它是名古屋铁道管理局“Euroliner（日语：ユーロライナー (鉄道車両)）”12系（日语：国鉄12系客車）欧风欢乐列车（日语：ジョイフルトレイン）的配套机车，并于1985年披上“Euroliner”特别涂装，这台机车除了牵引高山本線、紀勢本線、參宮線的旅客列车外，也会牵引冈山铁道管理局的“YOUYOU沙龍岡山（日语：ゆうゆうサロン岡山）”欧风欢乐列车。
- 全数92台半重联型机车于1980年代初逐步报废，钏路机关区的部分所属车辆于1981年停运报废，其余机关区的所属车辆则于1986年11月停运，并在1987年4月国铁分割民营化前除籍报废。

#### 全重联型（593～799、1001～1193）
- 全重联型机车的特点是在车端装有平均管，当重联运转时两台机车需要连接列车管和平均管，实现自动制动阀（大闸）、单独制动阀（小闸）同时重联，此时重联补机的制动系统接受本务机车的单独制动阀的控制，使重联补机的制动和缓解作用与本务机车完全协调一致。部分半重联型机车在后来也加装了平均管，实际上已经与全重联型机车完全相同。
- 1968年至1977年间，日立制作所、川崎车辆、三菱重工业共生产了400台全重联型机车；为了避免500番台机车与800番台机车重复编号，当500番台机车生产到799号之后直接跳到1001号开始继续顺序编号。车体外观方面，机车编号牌由以往的不锈钢字体金属件改为采用整块金属板样式；从1010号机车开始在司机室顶盖加装两台通风机；从1052号机车开始采用垂直二分样式的冷却室通风百叶窗。
- 全重联型机车被广泛配属到日本全国各地。为了便于区分全重联型和半重联型机车，北海道地区的DD51型500番台机车除了在车身上的配属标识外，还在配属标识旁边增加以“重”或“半”字样表示的识别标记，比如国铁时代的「築·重」（小樽築港機關區）、「五·重」（五稜郭機關區）、「釧·半」（釧路機關區）等独特标识。
- 配属美浓大田机关区的DD51 791、1037号机车，于1987年接替被报废的DD51 592号机车，披上特别涂装后成为“Euroliner”欢乐列车的专属牵引机车，至2007年5月随着“Euroliner”列车的引退而报废。

### 800番台
从1968年起为了满足货物列车的牵引需要，开始制造不搭载蒸汽锅炉的DD51型800番台柴油机车。这批机车彻底取消了旅客列车供暖用蒸汽锅炉以及水箱等配套设备，因此司机室内空间亦变得更加宽敞。由于运转整备重量比一般DD51型柴油机车轻了6吨，800番台机车改为采用TR106A型中间转向架，对其旁承弹簧进行了调整以改变各轴的承载比率，并降低了制动倍率以防止因制动力过大而导致轮对滑行。除此之外基本上与同时期制造的500番台全重联型机车完全相同，机车编号牌和通风百叶窗等特征也可以在800番台机车上找到，唯一不同的是司机室通风机设计，从855号机车开始在司机室顶盖加装一台通风机。
1968年至1978年间，日立制作所、川崎车辆、三菱重工业共生产了104台DD51型800番台机车（801～899、1801～1805）。当800番台机车生产到899号之后直接跳到1801号开始继续顺序编号。最后生产的DD51 1801～1805号机车原本使用于成田線和總武本線，主要牵引为成田国际机场输送航空燃油的专用列车，因考虑到日后或有可能转为牵引旅客列车，因此亦预留了安装蒸汽锅炉的管线位置。
此外，配属JR東日本高崎车辆中心的DD51 842号机车，是日本皇室御召列车在非电气化区段的指定牵引机车，其底架两侧、排气筒、扶手等细节部分均有不锈钢装饰；而同样配属高崎的DD51 888、895号机车则是御召列车的后备牵引机车，但主要使用银色油漆来处理上述这些细节。
- DD51 831号机车牵引货物列车（2001年）
- DD51 1803号机车牵引货物列车（2001年）
- DD51 842号机车牵引御召列车（2000年）
- 作为御召列车后备牵引机车的DD51 895号机车
- 作为御召列车后备牵引机车的DD51 888号机车

### 防寒规格

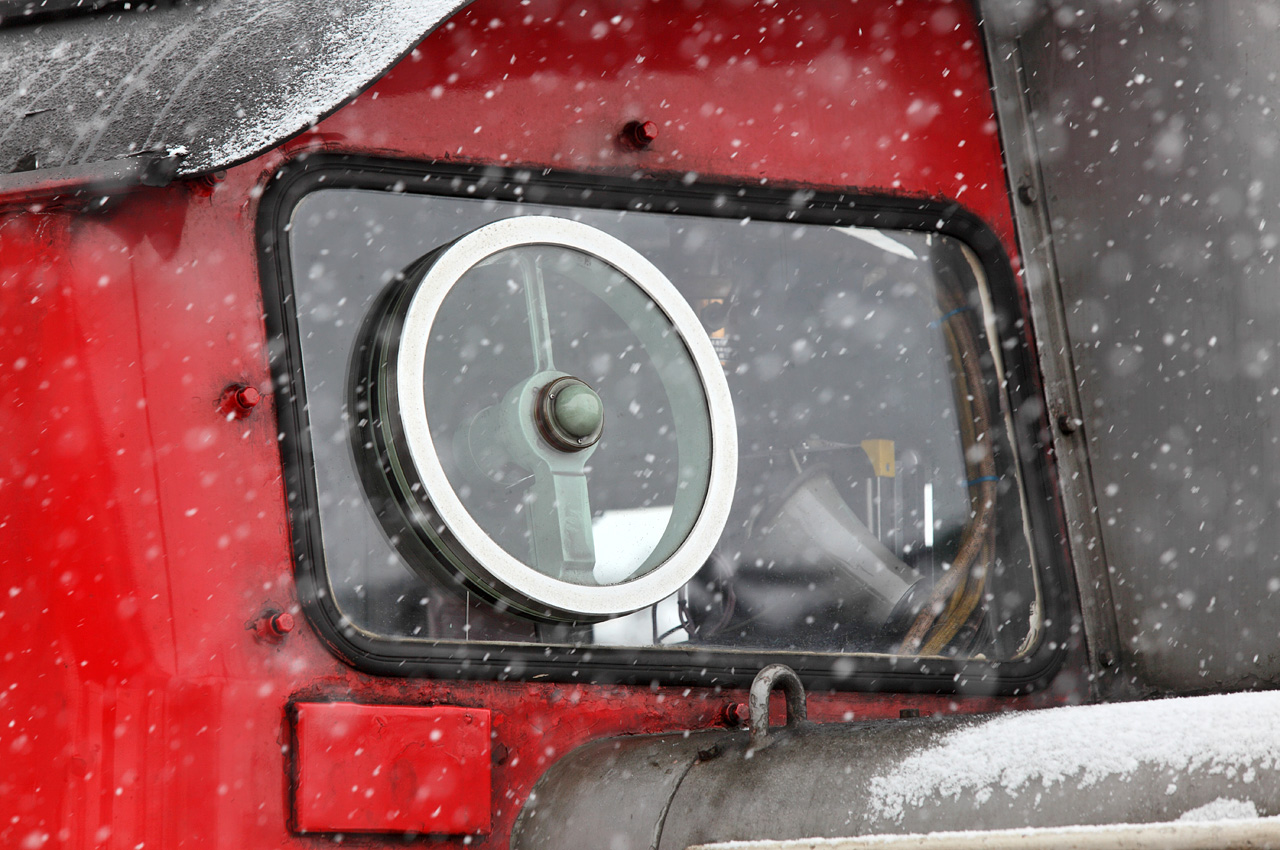
A寒地规格的除雪旋转窗

由于DD51型柴油机车投入日本全国各地使用，因此不同地区的机车也有对应各种气候条件的防寒规格，可分为一般型、A寒地规格、B寒地规格。
- 一般型是对应气候温暖地区的标准规格，这些地区的线路通常不会配备除雪车辆，大多数一般型防寒规格的DD51型柴油机车均配置在关东以西的地区。
- A寒地规格对应冬季气候极为寒冷的地区，追加的主要防寒设备包括除雪型排障器、除雪旋转窗、耐雪制动装置、前窗上方的冰柱切割板、空气管路防冻加热装置等，A寒地规格的DD51型柴油机车主要配置在北海道和东北地方，亦有少部分配置在中部地方。
- B寒地规格对应冬季气候一般寒冷的地区，追加的主要防寒设备包括除雪型排障器、空气管路加热装置等，但没有配备A寒地规格的除雪旋转窗、耐雪制动装置和冰柱切割板。B寒地规格的DD51型柴油机车主要配置在以山陰地方为中心的中国地方。

## 运用历史

### 国铁时代
1960年代中期，DD51型柴油机车开始投入东北地区和九州地区的非电气化干线运用，担当东北本线、鹿儿岛本线、长崎本线的优等旅客列车牵引任务，以加快淘汰这些地区的C60型和C61型客运蒸汽机车。DD51型柴油机投入运用初期曾经频繁发生各种故障，仅于1964年度的故障率就达到了每百万公里50件，其中发生最多的故障是柴油机轴瓦烧损，以及液力传动装置控制阀及排油阀故障，迫使日本国铁放缓DD51型柴油机投入运用的进度。后来经过车辆技术部门对各种问题的改进，比如加宽曲轴轴瓦并把主轴承改成滚动轴承，及改良液力传动装置控制阀的制造工艺，使机车故障率得以大幅下降。从1966年起，DD51型柴油机车的运用范围进一步扩大到北海道、信越本线、中央本线等地区。在DD51型柴油机车的全盛时期，其踪影遍及除四国地方以外的日本全国各地，是推进日本国铁非电气化干线无烟化的主要动力。此后，随着主要干线的电气化改造逐渐完成，加上客车列车和货物列车的数量减少，许多DD51型柴油机车在国铁末期除籍报废。截至1987年4月1日國鐵分割民營化之前，全数649台DD51型柴油机车当中已有超过五分之三被报废。

### 民營化後

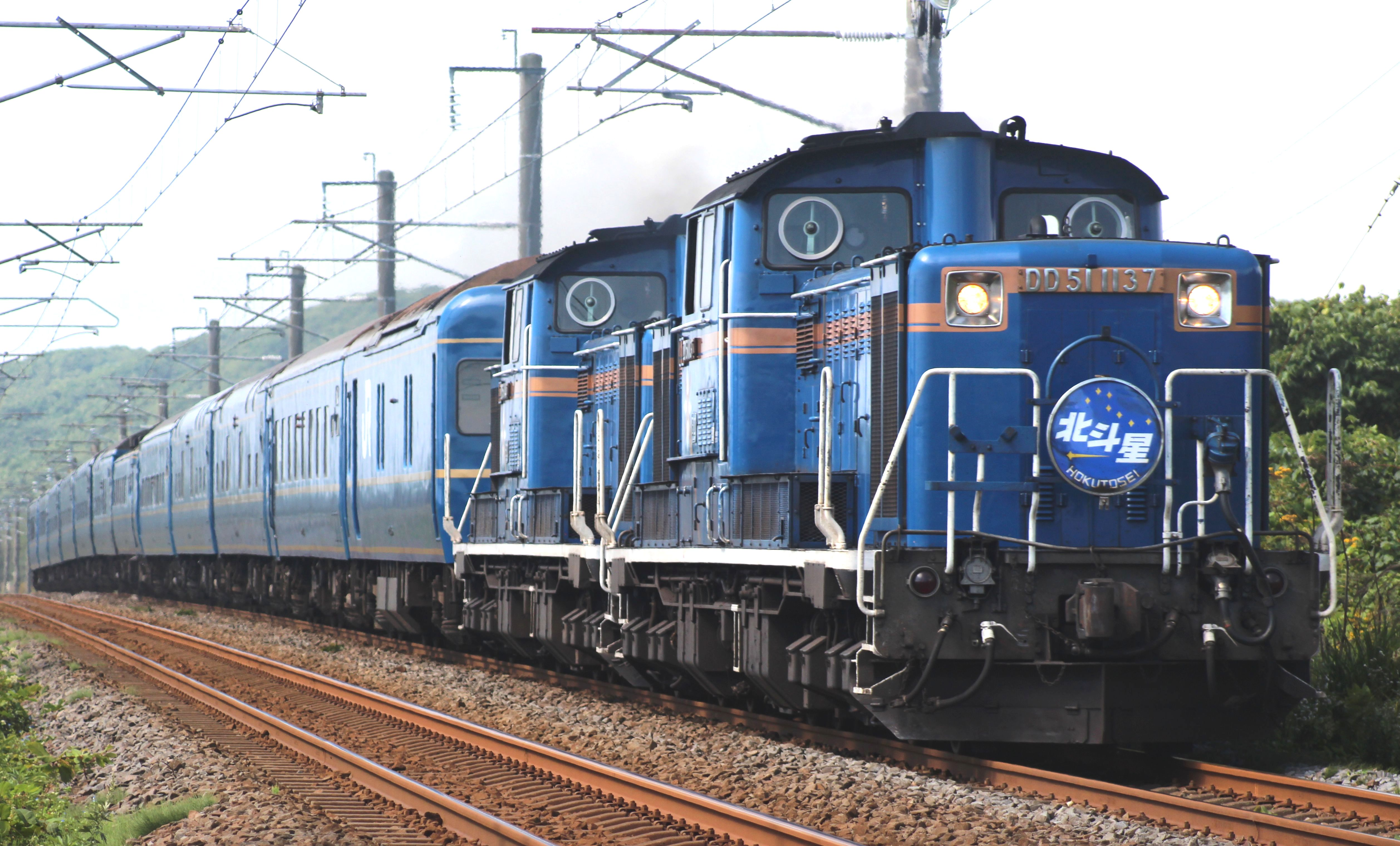
JR北海道的DD51型柴油机车重联牵引“北斗星”号列车

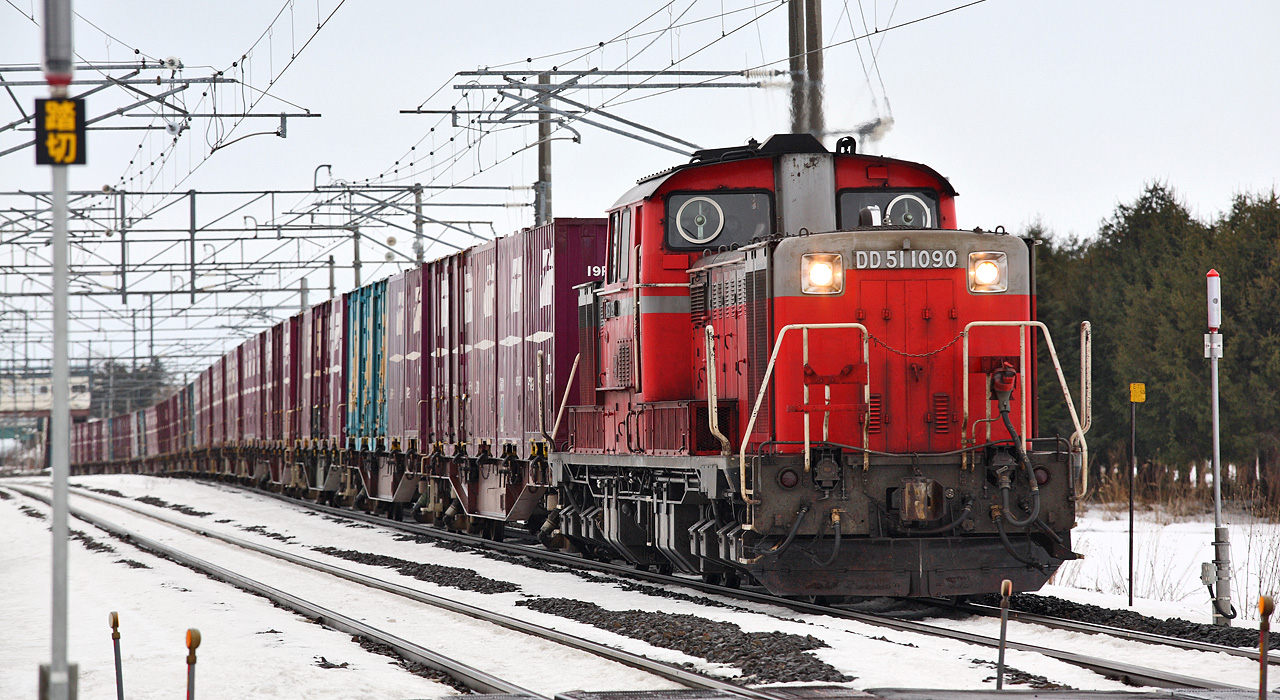
JR货物的DD51型柴油机车牵引货物列车

1987年4月1日国铁分割民营化后，尚存的259台DD51型柴油机车被新成立的JR公司继承，其中北海道旅客鐵道（JR北海道）25台、東日本旅客鐵道（JR東日本）29台、東海旅客鐵道（JR東海）4台、西日本旅客鐵道（JR西日本）63台、九州旅客鐵道（JR九州）1台、日本貨物鐵道（JR貨物）137台。
1990年代起，随着各旅客铁道公司的客车列车被逐年削减，加上这些机车的使用寿命已经超过或将届30年，DD51型柴油机车亦难逃被逐步淘汰的命运。1999年，JR九州的唯一一台DD51型柴油机车（1071）报废。2005年1月，JR货物停止在九州地区使用DD51型柴油机车。2008年，JR東海的最后两台DD51型柴油机车（791、1037），亦随着“Euroliner”欢乐列车的引退而报废。2016年3月JR北海道的DD51亦結束了其定期運用。2021年3月，隨著配属愛知機關區的DD51退出定期運用，也象徵JR貨物所有的DD51正式引退。截至2023年3月，僅存10輛DD51型柴油机车仍然在籍，其中2輛配属JR東日本，剩餘8輛則配属JR西日本。
JR北海道的DD51型柴油机车全部配属函館運輸所，主要担当“濱梨號”急行列车、“北斗星号”特急列车（重联牵引）、“仙后座号”临时特急列车（重联牵引）、“黄昏特快号”临时特急列车（重联牵引）的定期牵引任务，其担当的运行区间除了“黄昏特快号”列车为札幌至五稜郭间之外，其他列车均为札幌至函馆间（经由室蘭本線）。此外，DD51型机车也会担当札幌运转所、函馆运输所至苗穗工廠的电力动车组或柴油动车组列车的回送和调车任务。JR北海道的所有DD51型柴油机车都采用蓝色车身配黄色带的“北斗星色”涂装。2016年3月，JR北海道的DD51正式結束其定期運用。
JR东日本的DD51型柴油机车全部配属高崎车辆中心，主要担当JR东日本管内的临时列车和工务列车的牵引任务，其中DD51 842、888、895号机车可作为御召列车的牵引机车，截至2023年，僅存DD51 842、895。
JR西日本的DD51型柴油机车分别配属網干綜合車輛所宮原支所、後藤綜合車輛所以及下關綜合車輛所。网干综合车辆所的DD51型机车已经脱离定期运用，主要担当JR西日本管内的临时列车和工务列车的牵引任务。后藤综合车辆所的DD51型机车自从“出云号”特急列车在2006年3月停运后亦脱离定期运用，后来主要用于牵引临时列车、御召列车和工务列车，或执行车站的调车作业。下关综合车辆所的DD51 1043号机车之前配属宫原综合车辆所，于2011年9月开始接替已被报废的DD51 844号机车，担当临时列车的牵引任务或“SL山口号”列车的补机任务。
JR货物的DD51型柴油机车分别配属鷲別機關區、愛知機關區、門司機關區。鷲別機關區主要担当北海道地区的货物列车牵引任务，包括函館本線、室蘭本線、千歳線、石勝線、根室本線、宗谷本線（旭川至北旭川間），每年8月至翌年4月期间亦会投入石北本線使用。爱知機關區的DD51型机车主要用于牵引東海道本線、關西本線的货物列车。门司机关区则主要担当山陽本線、美禰線、山口線、山陰本線的货运牵引任务，但隨著DD51年事已高，以及DF200型柴油機車的引進，JR貨物的DD51已於2021年3月結束其定期運用。

### 更新改造

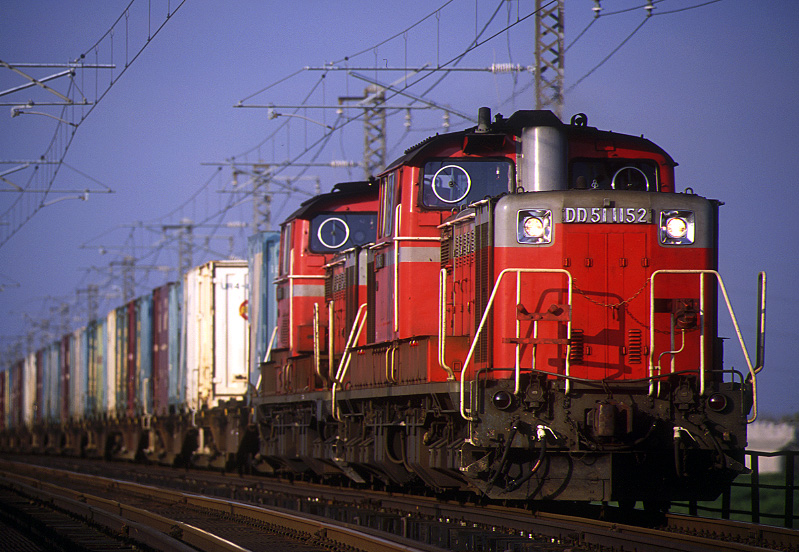
“B更新工程”改造车

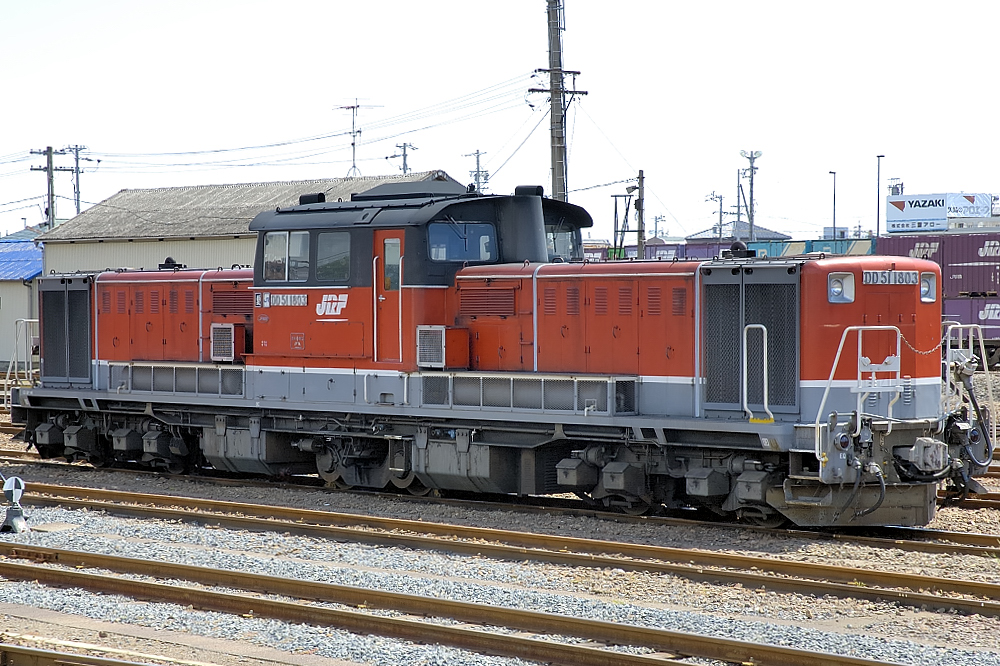
广岛车辆所的“A更新工程”改造车

由于DD51型柴油机车因长期使用而逐渐老化，尤其北海道地区的车辆在恶劣的气候条件下长距离运用，导致柴油机等部件经常发生故障。从1990年代中期开始，虽然JR货物引入了DF200型柴油机车，并逐步淘汰老旧的DD51型柴油机车，但因为全面淘汰DD51型柴油机车尚需要一段时间，而且DF200型柴油机车因受到其较大轴重的限制，无法投入石北本線和根室本線（釧路貨物站以東）使用。此外，JR货物尚没有合适的柴油机车来替代北海道地区以外的DD51型柴油机车。
因此，JR货物于1994年开始首先对北海道地区的部分DD51型机车进行了更新改造，以提高机车的运用可靠性及延长机车的使用寿命。主要改造内容是换装新型柴油机，来取代原来装用的DML61Z型柴油机。早于1990年，小松制作所和新潟铁工所分别开发了SA12V170-1、12V16CSX型柴油机，并于同年开始在JR货物的DD51 1087号机车上先后装车试验，最终JR货物于1993年决定采用小松制作所的SA12V170-1型柴油机。1994年，JR货物开始对北海道支社配属的DD51型柴油机车实施“B更新工程”，除了换装全新的柴油机外，还改变了冷却水管路、燃油管路及静液压管路等的设计，并对其它许多零部件进行了更新。完成改造后的机车采用了与DF200型柴油机车相同的新涂装，以红色作为车身主色并配以灰色带。在DD51型柴油机车上使用的SA12V170-1型柴油机，当转速为每分钟2000转时的最大功率为1500马力，由于其功率比原装的DML61Z型柴油机大，因此在运用中只使用约80%的功率；柴油机的调速控制采用了燃油电子调速器系统，有效改善了响应性和可靠性。 这款柴油机后来亦被应用于DF200型50番台柴油机车。
2002年起，JR货物又开始对本州和北海道地区的DD51型柴油机车实施“A更新工程”，主要改造内容是对各类管线进行翻新改造，而没有更换柴油机以节省成本。完成“A更新工程”的机车改用新涂装以便区分，车身涂装以深蓝色（蓝1号）为主色配以白色带，车体两端的设备检查门采用奶黄色（奶油1号），车体顶盖采用灰色（N4号）。从2004年在广岛车辆厂为爱知机关区改造的DD51 892号机车开始，又改为采用以红色为基调的新涂装，车体上半和下半部分别采用红色和灰色，司机室上半部采用黑色。

## 技术特点

### 车体结构
DD51型柴油机车是客货运通用的液力传动柴油机车。它的司機室被设置在车体中央位置，司机室前后两端分别为两个机械室，各种设备以司机室为中心对称顺序布置，第一端和第二端都具有相同的设备。以往日本国铁的干线柴油机车都是采用双端司机室的箱型车体，但DD51型柴油机车则是首次应用类似DD13型调车柴油机车的中央司机室和罩式车体结构，最主要的原因是这种车体的制造成本比箱型车体低得多，将司机室设在车体中间亦可缩短各种空气管路和电气线路长度；另一个原因是许多车体零部件可以与DD20型调车柴油机车通用，从而节省设计时间和日后维护成本。除此之外，罩式车体还有结构重量轻和抗扭刚度大的优点，对柴油机和传动装置的安装和检修也比较方便。
机车车体采用外走廊式底架承载结构，由上部的罩式车体和下部的车体底架组成。DD51 1号原型车的采用钢板焊接成箱型结构的车体底架，从DD51 2号机车起开始使用工字形钢梁、型钢和钢板焊接成箱型结构的车体底架。为了改善中央司机室瞭望视野不够广阔的缺点，因此在设计上将增压器布置在柴油机后面，并减少液力传动装置的高度，以尽可能降低机械室部分的车体高度。司机室部分直接焊接在车体底架上，而机械室部分的车体则用螺栓固定在底架上，之间使用橡胶缓冲接头连接。车体底架的四个角上设有登车脚踏板，并且在机车前后两端都设有过道及扶手。

### 总体布置
司机室内机车运行方向的左侧设有司机座席和司机操纵台，右侧设有副司机座席及手制动手柄，司机和副司机座席之间设有控制电器柜。司机室两侧设有供乘务员乘降的侧门。由于DD51型柴油机车以长距离干线运转为主，因此没有采用像DD13、DE10、DD16型调车机车那样的单一纵向司机操纵台，而是在司机室内两个对角分别布置两组横向司机操纵台。此外，司机室中央设有一台SG4型自动蒸汽锅炉，司机室地板下还有一个4000升的锅炉水箱。
机械室内由各车端顺序可分为冷却室和动力室两个部分。冷却室内设有冷却水散热器、空气压缩机、油泵和水泵等设备，顶部装有一个静液压驱动的轴流式冷却风扇。动力室内安装了一套柴油机和液力传动装置，以及燃油泵、起动电动机、机油热交换器、滤纸式空气过滤器、排气消音器等配套装置。动力室外部的左侧设有蓄电池柜。车体下方三台转向架之间吊挂着燃油箱、总风缸、辅助硅整流器。

### 柴油机
早期生产的19台DD51型柴油机车装载两台DML61S型柴油机，这是一种四冲程、12气缸、废气涡轮增压、无中间冷却的水冷式V型高速柴油机，平均有效压力为每平方厘米9.83公斤，持续功率为2×1000马力。从1965年开始投入生产的量产车改为装载两台DML61Z型柴油机，与前者的主要差异是增加了增压空气中间冷却器（中冷器），使平均有效压力提升至每平方厘米10.80公斤，持续功率亦相应提高至2×1100马力；而在此之前生产的19台机车后来亦陆续改装DML61Z型柴油机，替换下来的DML61S型柴油机被转移至DD16型柴油机车使用。
这款柴油机是DMF31系列柴油机的家族产品之一，实质上相当于一对直列式、六气缸的DMF31S型柴油机，因此DML61S（Z）、DMF31S型柴油机有很多共通的零部件，而且DMF31S型柴油机已经广泛装用于日本国铁的DD13型柴油机车，这对于柴油机的检修维护十分方便。DML61Z型柴油机的气缸直径为180毫米，活塞行程为200毫米，气缸夹角为60°；持续功率为1100马力（820千瓦），额定转速为每分钟1500转，最高转速为每分钟1650转，单位燃料消耗量为175（+10%）克/有效马力·小时，柴油机净重量为5500公斤。两个同样被使用于DMF31S型柴油机的TB22B型轴流式涡轮增压器安装在柴油机后端。柴油机采用电空式全速调速器来控制转速，通过4个电感线圈构成14个调速挡位（DD51 1号原型车为3个电感线圈和7个调速档位）。

### 传动系统

#### 主传动路线
DD51型柴油机车是采用双机组的液力传动柴油机车，两套相同的动力传动机组对称布置，分别驱动前后两台动力转向架。液力传动系统主要包括液力传动箱、车轴齿轮箱、万向轴及弹性联轴节等部件。液力传动箱靠近车体中部的司机室，通过橡胶阀座和球面轴承支撑在车体底架上。柴油机通过弹性联轴节及第一万向轴将功率传递到液力传动箱，再从液力传动箱下部的输出法兰，以第二万向轴传给内侧轮对的第一车轴齿轮箱，最后再经过第三万向轴将动力传到外侧轮对的第二车轴齿轮箱。这种主传动路线的优点是结构简单紧凑，每套传动系统只有三根万向轴和两个车轴齿轮箱，而且液力传动箱和车轴齿轮箱之间的距离也比较短。

#### 液力传动箱
DD51型柴油机车采用全新的DW2A型液力传动装置（DD51 1号原型车采用DW2型），它是由日本国铁与日立制作所、川崎重工业合作开发的国铁标准型传动装置。液力传动装置由一对增速齿轮、三个充排油式变扭器、减速齿轮、回动齿轮、控制机构等部分组成。变扭器为三个单级三轮或四轮离心涡轮式液力变扭器，其中起动变扭器（第一变扭器）适用于机车起动和低速工况，而运转变扭器（第二、三变扭器）适用于机车中高速运转工况，使变扭器总是在高效率状态下运转。变扭器的运转状态是根据运行速度和柴油机输出功率决定，并依靠变扭器的充排油过程来自动完成换档。为了尽可能降低传动装置的高度，三个变扭器分别布置在两根主动轴上，第一主动轴装有第一、二变扭器，第二主动轴装有第三变扭器，使输入轴与输出轴的垂直距离只有821毫米。
由上述可见，DW2A型液力传动装置的工作原理实际上与西德福伊特的多循环圆液力传动装置是一样的，但变扭器和齿轮的排列方式则有所不同。当司机控制器选择了某一档位，就自动确定了柴油机转速和输出功率，轮周牵引力随速度增加而呈双曲线关系下降。由于液力变扭器的充排油是重叠进行的，所以换档时牵引力并不会中断。起动变扭器还具有快速充油功能，使其起动加速性能优于电力传动柴油机车。传动装置内装有啮合辅助装置的风动换向齿轮机构，以改变输出轴旋转方向和机车行驶方向。

### 冷却系统
DD51型柴油机车在冷却水循环系统中采用干式冷却。冷却水系统由柴油机带动的水泵驱动，冷却水并首先分别进入柴油机机油和液力传动油的油—水热交换器，然后两个回路的冷却水会合并进入柴油机，冷却水最后进入干式散热器进行冷却。当柴油机运转时冷却水才进入散热器，当柴油机停机时散热器中不再存水，冷却水全部回流到水箱，这种干式冷却系统可以在严寒天气下有效保护散热器。此外，当机车在夏季炎热天气下行驶时，可以将蒸汽锅炉水箱内的冷水混合到冷却水系统中，利用这部分水的热容量来提升冷却效果。DD51型柴油机车采用小型化铝制散热器，布置在车体两端冷却室的两侧。冷却风扇由静液压驱动系统带动，其转速根据柴油机冷却水的温度作自动控制，这种冷却风扇实际上是DD14型柴油机车上的加强型。

### 转向架
DD51型柴油机车是日本首次采用B-2-B轴式配置的柴油机车，机车走行部为三台二轴转向架，包括两台装有车轴齿轮箱的两端转向架、一台只承受车体重量的中间转向架。由于DD51型柴油机车的整备重量达到84吨，因此必须采用六根车轴来分担车体重量，才能用于轴重限制为14吨的乙级线路。因考虑到二轴转向架通过曲线时的横向侧压力比三轴转向架小，亦有利于简化主传动路线和转向架承载结构，而且零部件也能与DD13、DD20型柴油机车通用，因而令日本国铁作出采用B-2-B轴式的决定。

#### 两端转向架
两端转向架采用DT113B型无均衡梁式转向架，其结构基本上与DD13型柴油机车的DT113型转向架相同。两端转向架的固定轴距为2200毫米，采用钢板焊接成箱型结构的“H”字形构架和导框式轴箱定位装置，轴箱弹簧装置为轴箱两侧的螺旋弹簧。两端转向架采用心盘承载方式支承车体重量，车体重量通过下心盘坐落在转向架构架上，在车体与构架之间还设有滑动摩擦式旁承作为辅助承载装置。基础制动装置为双侧闸瓦制动，每个轮对左右两侧各设有一个制动缸，并设有制动横梁以保证两侧闸瓦同步作用，另外还设有闸瓦间隙调整器。

#### 中间转向架
中间转向架是一种旁承承载的无动力转向架，固定轴距为1700毫米，其结构形式经过了多次改良。最初试制的DD51 1号机车采用TR101型中间转向架，构架采用“U”形侧梁的钢板焊接结构，轴箱通过橡胶环安装在构架上，旁承弹簧为每侧两个并列的螺旋弹簧组。中间转向架按允许最大横移量190毫米和旋转角3°的条件设计以便通过曲线，并且采用了特殊的旁承弹簧机构来消除复原力矩，以尽可能减少所产生的横向侧压力。为了在中间转向架实现两级可变轴重功能，DD51 2～4号机车在旁承弹簧部分加装垫片，使平均轴重可以根据需要而设定为14吨或15吨。从DD51 5号机车开始的量产车改为采用TR101A型中间转向架，唯一区别是以空气弹簧取代了螺旋弹簧组，利用改变空气弹簧的气压而使轴重变化。
从1967年生产的DD51 548号机车开始，改为采用TR106型中间转向架，特点是增加了单侧闸瓦制动作为基础制动装置。从1968年开始生产的DD51型800番台机车改为采用TR106A型中间转向架，降低了制动倍率以防止因制动力过大而导致轮对滑行。从1970年生产的DD51 808号机车开始，改为采用TR106B型（无蒸汽锅炉车辆用）或TR106C型（有蒸汽锅炉车辆用）中间转向架，该型转向架改良了轴箱橡胶定位装置，以抑制因增加基础制动装置而带来的震动。

## 衍生车型
DD20型柴油机车
1963年，汽车制造在DD51型柴油机车的基础上，开发研制了调车专用的DD20型柴油机车，但因粘着性能的原因而没有投入批量生产；其动力传动系统相当于半台DD51型柴油机车，机车装用一台DML61S型柴油机和一台DW2A型液力传动装置。
DD21型柴油机车
1963年，日本车辆制造试制了一台装备犁式除雪装置的DD21型除雪柴油机车，其动力传动系统与DD20型柴油机车完全相同。
DD53型柴油机车
1965年，汽车制造开发研制了装备旋转式除雪装置的DD53型除雪柴油机车，其动力传动系统与DD51型柴油机车基本相同，机车装用两台DML61Z-R型柴油机和两台DW2A-R型液力传动装置。
911型柴油机车
1964年，因应东海道新干线建成通车，为方便对因故障停运的高速列车进行应急救援，以及满足平时牵引高速轨道检查车的需要，日本车辆制造在DD51型柴油机车的基础上，研制了可使用于标准轨距铁路的911型柴油机车，其动力传动系统与DD51型柴油机车十分相似，机车装用两台DML61S型柴油机和两台DW2B型液力传动装置，最高运转速度可达160公里/小时。

## 车辆保存
- DD51 1号机车：静态保存于群馬縣安中市的碓冰嶺鐵道文化村。
- DD51 548号机车：静态保存于北海道三笠市的三笠铁道纪念馆（日语：三笠鉄道記念館）。
- DD51 610号机车：静态保存于北海道三笠市的三笠铁道纪念馆。
- DD51 615号机车：静态保存于北海道小樽市的小樽市综合博物馆。
- DD51 756号机车：靜態保存於京都鐵道博物館內
- DD51 1040号机车：静态保存于京都府龜岡市的並河車站鐵道歷史公園。
- DD51 1187号机车：静态保存于岡山縣津山市的津山扇形機車庫。

## 海外让渡
1998年，JR西日本原本计划将十台报废的DD51型柴油机车让渡予越南铁路，并对轮对进行改造以适应东南亚国家的米轨轨距（1000毫米），但该让渡计划最终没有实现。后来，其中四台机车（DD51 1106、1118、1110）被让渡予澳洲铁路工程承包商百利茂林營造股份有限公司（Barclay Mowlem），用于泰国国家铁路南线的修缮工程。此外，另外一台机车（DD51 1032）被让渡予马来西亚的“Emrail”铁路工程公司，用于马来亚铁路西海岸线（万挠至巴東勿剎段）的提速改造工程。
2004年，JR货物将两台报废的DD51型柴油机车（DD51 797、DD51 823）让渡予缅甸铁路，这两台机车在缅甸被定型为D2D.2200型柴油机车（D2D.2201、D2D.2202）。由于其功率对于缅甸铁路的运输水平而言显然过剩，因此D2D.2202号机车于2008年被分解成两台DD.1100型柴油机车（DD.1101、DD.1102），不久之后D2D.2201号机车亦进行了相同改造（DD.1103、DD.1104）。